# Бенсон, Эдвард
Эдвард Уайт Бенсон (англ. Edward White Benson, 14 июля 1829, Бирмингем — 10 октября 1896, Хаварден, Флинтшир) — 94-й архиепископ Кентерберийский (1883—1896), отец писателя Эдварда Фредерика Бенсона.

## Биография
С 1852 по 1858 годы — помощник директора школы Рэгби, в 1859 году назначен директором Веллингтонского колледжа в графстве Беркшир. В 1873 году стал канцлером епархии Линкольна, в 1877 году назначен на новую епископскую кафедру Труро в Корнуолле. В 1883 году премьер-министр Уильям Гладстон назначил его архиепископом Кентерберийским, в том же году произошла интронизация. В этой должности поддерживал церковную реформу, оформленную парламентскими актами 1892 и 1898 годов, а также успешно противодействовал лишению Англиканской церкви Уэльса официального статуса. Крупнейшим конфликтом 1888—1890 годов стали события, вызванные оглаской литургических нарушений, допущенных епископом Линкольнским Эдвардом Кингом (Edward King), итогом которых стало так называемое «Линкольнское решение» архиепископа Бенсона, подтверждённое Судебным комитетом Тайного совета.
C 1859 года был женат на Мэри Бенсон (урожд. Сиджвик, 1841-1918), сестре Г. Сиджвика. У них было шесть детей, в их числе сыновья писатель Э. Ф. Бенсон, А. К. Бенсон и Р. Х. Бенсон, а также дочь Маргарет Бенсон. Ни один из детей Бенсонов не состоял в браке.